# Ferwan
Ferwan (tiếng Ả Rập: فروان) là một ngôi làng Syria nằm ở Sinjar Nahiyah ở huyện Maarrat al-Nu'man, Idlib. Theo Cục Thống kê Trung ương Syria (CBS), Ferwan có dân số 395 người trong cuộc điều tra dân số năm 2004.